# 抗日阵亡将士纪念亭
抗日阵亡将士纪念亭，位于中华人民共和国青海省西宁市城中区解放路，为西宁市市级文物保护单位，公布日期为1987年9月3日，类型为近现代重要史迹及代表性建筑。纪念亭是为了纪念在抗日战争中阵亡的青海籍将士而建。该亭建于1940年代，为砖木结构，六角攒尖样式。